# Antony Garrett Lisi
Pour les articles homonymes, voir Lisi.
Antony Garrett Lisi, né en 1968, est un docteur en physique américain (Ph.D à l'université de Californie à San Diego en 1999) et chercheur indépendant.
Il est notamment connu pour avoir publié le 6 novembre 2007 sur arXiv un article de 31 pages intitulé An Exceptionally Simple Theory of Everything (Une théorie du tout exceptionnellement simple) qui a suscité de nombreux débats et une couverture de la presse non spécialisée. Cette théorie est invalidée plus tard par plusieurs publications.

## Biographie
Au début des années 1990, Garrett Lisi est étudiant à l'université de Californie à Los Angeles (UCLA) où il simule sur ordinateur des modifications électromagnétiques dans l'atmosphère.
Passionné de sports de glisse, il avoue avoir toujours cherché l'équilibre entre recherche en physique et pratique de ses passions. Il a exercé le métier de moniteur de snowboard durant la saison hivernale 2003-2004 à Breckenridge dans le Colorado et celui de moniteur de randonnée à Hawaï où il réside actuellement.
N'étant rattaché à aucun laboratoire, il n'occupe actuellement pas de poste dans une université (si ce n'est un poste de visitor professor à l'université d'Hawaï). En 2006, il obtient une bourse de la fondation privée Foundational Questions in Physics and Cosmology ou FQXi et est également aidé par le Perimeter Institute for Theoretical Physics afin de faire des recherches en physique fondamentale. Il était inconnu du grand public jusqu'à la publication de sa théorie sur arXiv.
Il s'agit du quatrième article qu'il a envoyé à la base de données de l'université Cornell. Les trois précédents articles, datés de 1994, 2002 et 2005, totalisent six citations selon citebase et l'un d'eux a été publié dans le Journal of Physics.

## Une théorie du tout exceptionnellement simple

Représentation visuelle du polytope E_{8}, une manifestation de la structure de E_{8}

« Une théorie du tout exceptionnellement simple » (An Exceptionally Simple Theory of Everything en anglais) est le titre d'un article d'Antony Garrett Lisi publié le 6 novembre 2007 sur arXiv, dans lequel il expose une théorie du tout qui se fonde principalement sur le groupe de Lie E8.
Le titre est un jeu de mots : le groupe E8 est à la fois un groupe exceptionnel et un groupe simple.

### Fondement et objet
La théorie de Lisi se fonde principalement sur le groupe de Lie E8, qui est à la fois un groupe exceptionnel et un groupe simple, la théorie tirant son nom du jeu de mots avec ces caractéristiques,.
Le groupe {\displaystyle E_{8}\,}, découvert en 1887 par Wilhelm Killing et dont la cartographie a été publiée le 19 mars 2007, était déjà utilisé notamment en théorie des cordes depuis 1984. Lisi se démarque en l'employant dans un espace-temps à seulement quatre dimensions. En revanche, comme le fait remarquer Sabine Hossenfelder, physicienne du Perimeter Institute for Theoretical Physics que Lisi avait d'ailleurs remerciée pour son aide, la théorie n'explique pas pourquoi l'espace-temps dans lequel nous vivons a 3 + 1 dimensions.
Comme toute théorie prétendant au statut de théorie du tout, la théorie se propose d'unifier les quatre forces fondamentales de la nature – l'interaction forte, l'interaction faible, la force électromagnétique et la force gravitationnelle. La plupart des théories du tout unifient d'abord l'interaction électrofaible (assez bien acceptée) et l'interaction forte en une force électronucléaire, pour ensuite unifier cette interaction avec la gravité. La théorie de Lisi réunit d'abord l'interaction électrofaible et la gravité en une force graviweak (qu'on pourrait traduire par « gravifaible »), puis unifie cette dernière avec la force forte. Cette voie est assez rare, mais est antérieure à la publication de Lisi.

### Soutiens et réfutations
Cette théorie a « été bien accueillie par quelques physiciens alors qu'elle recevait une couverture médiatique importante », mais a été « surtout reçue avec scepticisme ». Scientific American a rapporté en mars 2008 que cette théorie était « largement ignorée, mais pas totalement » par la communauté des physiciens, certains physiciens partant de cette théorie pour la développer encore plus. Après sa publication, le document est devenu le plus téléchargé d'arXiv.
En octobre 2009, Jacques Distler et Skip Garibaldi ont publié sur arXiv un article réfutant cette théorie en avançant l'argument que cette théorie est non chirale,.
La théorie a été fortement commentée dans tout le monde scientifique. Les critiques ont par exemple souligné que le théorème de Coleman-Mandula invalide la théorie. Lisi réplique que sa théorie viole une prémisse du théorème, à savoir que son espace-temps ne vérifie pas la symétrie de Poincaré, ce qui ne convainc toutefois pas ses détracteurs, qui indiquent que le théorème admet des généralisations. En revanche, Lee Smolin a publié un article sur les cas de contournement du théorème, « The Plebanski action extended to a unification of gravity and Yang-Mills theory », dont le résumé (abstract) indique « Cela pourrait s'appliquer à la théorie unifiée par E8 proposée par Lisi », article qui est un des premiers à inclure celui de Lisi dans ses citations. Parmi les critiques, Jacques Distler indique aussi que les fermions du modèle standard ne peuvent être placés dans E8, ce que Lisi reconnaît effectivement comme un problème à résoudre pour sa théorie.
Lee Smolin et Carlo Rovelli, fondateurs de la gravitation quantique à boucles, ont salué son travail tandis que des cordistes comme Thibault Damour considèrent son travail comme « en partie imprécis et les parties précises comme fausses ».
La phase suivante de ses travaux consiste à déterminer les masses des plus de 20 nouvelles particules introduites par sa théorie. Si les masses sont suffisamment faibles, les particules pourraient être créées par l'accélérateur de particules LHC, ce qui rendrait sa théorie réfutable. Le LHC pourrait également réfuter sa théorie s'il confirme la supersymétrie (SuSy), rejetée par Lisi, ou en mettant en évidence des dimensions supplémentaires. À ce stade, sa théorie ne donne pas explicitement les masses des nouvelles particules, ni des particules connues d'ailleurs.
Une particularité de sa théorie est de n'avoir aucun paramètre libre, ce qui, souligne Lisi, assure que la théorie sera une réussite ou un échec spectaculaire. En pratique, cela signifie que les masses des particules, par exemple, ne peuvent comporter des paramètres libres comme elles en ont dans le modèle standard, et donc que contrairement au modèle standard, sa théorie ne pourrait pas être retouchée mais devrait être tout à fait rejetée si une de ses prédictions était expérimentée comme fausse.
Toutefois, cette réfutation par l'expérience n'est pas encore possible en pratique : la théorie implique nécessairement des masses fixes pour les particules, mais on n'a pas encore réussi à les prédire explicitement. D'ailleurs on ne peut pas non plus expliciter les masses des particules déjà connues.

### Médiatisation
L'article de Lisi a été un sujet très commenté par la presse généraliste : postée le 6 novembre 2007 sur arXiv, la théorie est commentée par The Daily Telegraph le 14 novembre, et dans New Scientist le 15. En France, Le Monde lui consacre un article le 16.
Le presse de vulgarisation scientifique prend plus de recul : Science & Vie lui consacre sa une et un dossier dans son numéro de janvier 2008, mais Pour la Science et Sciences et Avenir lui consacrent de courts articles indiquant que la théorie est relativement contestée et critiquant l'emballement médiatique. La Recherche n'en parle pas dans sa rétrospective des événements de l'année 2007. À la fin de l'année 2007, l'article n'était toujours pas publié. La théorie fait l'objet d'un article détaillé dans le numéro 400 de Pour la Science de février 2011.
Jacques Distler a d'ailleurs dit que la médiatisation excessive lui mettait une forte pression dans sa démarche de critique, ce dont Lisi s'est excusé.